# Juan Carlos Gafo
Juan Carlos Gafo Acevedo (Madrid, 2 de febrero de 1963) es un diplomático y militar español.
Licenciado en Derecho y teniente del Cuerpo Jurídico de la Armada, ingresó en 1991 en la carrera diplomática. Estuvo destinado en las representaciones diplomáticas españolas en Jerusalén, Irán y Argentina. Ha sido director de Organismos Humanitarios en la Oficina de Derechos Humanos de la Secretaría General de Política Exterior y en julio de 2003 fue nombrado subdirector general de Programas y Convenios Culturales y Científicos del Ministerio de Asuntos Exteriores. Desde abril de 2004 a septiembre de 2008 fue director del Departamento de Protocolo de la Presidencia del Gobierno. Fue embajador de Espaňa en el Líbano entre enero de 2009 y julio de 2012. Posteriormente fue vocal asesor en la Dirección General de Medios y Diplomacia Pública del Ministerio de Asuntos Exteriores.
Entre octubre de 2012 y julio de 2013 ocupó el puesto de director adjunto de la Oficina del Alto Comisionado del Gobierno para la Marca España. Dimitió tras publicar un tuit en el que insultaba a los catalanes («catalanes de mierda, no se merecen nada»), del que posteriormente pidió disculpas tras decidirse su destitución. Desde julio de 2013 a agosto de 2014 pasó a ocupar el puesto de vocal asesor en la Dirección General de Relaciones Económicas Internacionales del Ministerio de Asuntos Exteriores. En agosto de 2014, fue nombrado cónsul general de España en Melbourne.